# José Basson de Miranda Osório
José Basson de Miranda Osório (Parnaíba, 17 de novembro de 1836 — 17 de abril de 1903) foi um político brasileiro.
Foi presidente da província da Paraíba, nomeado por carta imperial de 28 de outubro de 1882, de 9 de novembro de 1882 a 17 de abril de 1883.